# Levicová strana (Švédsko)
Levicová strana (V) (švédsky: Vänsterpartiet) je švédská radikálně levicová politická strana.  Strana je proti privatizaci a nesouhlasí se členstvím Švédska v Evropské unii, profiluje se jako socialistická a od roku 1996 také jako feministická. Předsedkyní strany je od roku 2020 Nooshi Dadgostarová, kdy nahradila Jonase Sjöstedta.

## Historie strany
Vznikla v roce 1917 odštěpením od Švédské sociálně demokratické strany pod původním názvem Švédská sociálně demokratická levicová strana (Sveriges socialdemokratiska vänsterparti) od roku 1921 nesla název Komunistická strana Švédska a dlouhou dobu zastávala silně prosovětské postoje. Ještě v roce 1956 se po potlačení povstání v Maďarsku strana rozhodla podporovat sovětskou linii. 
Za jejího předsedy C.H. Hermannsona  zahájila strana v 60. letech 20. století odklon od prosovětských postojů směrem k eurokomunismu. V roce 1968 pak strana odsoudila sovětskou invazi do Československa. V letech 1967–1990 nesla název Levicová strana - Komunisté. V 70. letech minulého století pak strana jasně deklarovala svoji příslušnost k eurokomunismu a do svého programu začlenili i prvky environmentalismu, feminismu a pacifismu.

## Vedení strany
- Zeth Höglund: 1921–1924
- Karl Kilbom: 1921–1923
- Nils Flyg: 1924–1929
- Sven Linderot: 1929–1951
- Hilding Hagberg 1951–1964
- Carl-Henrik Hermansson: 1964–1975
- Lars Werner: 1975–1993
- Gudrun Schyman: 1993–2003
- Ulla Hoffman: 2003–2004
- Lars Ohly: 2004–2012
- Jonas Sjöstedt: od 2012–2020
- Nooshi Dadgostarová: od 2020

## Volební výsledky

### Parlamentní volby
| Rok voleb | Počet hlasů | Hlasy v % | + / -    | Počet mandátů | + / - |
| --------- | ----------- | --------- | -------- | ------------- | ----- |
| 1991      | 246 905     | 4,51%     | ▼ −1,33% | 16            | ▼ −5  |
| 1994      | 342 988     | 6,16%     | ▲ +1,65  | 22            | ▲ +6  |
| 1998      | 631 011     | 12,0%     | ▲ +5,84  | 43            | ▲ +21 |
| 2002      | 444 854     | 8,39%     | ▼ -3,60  | 30            | ▼ -13 |
| 2006      | 324 722     | 5,85%     | ▼ -2,54  | 22            | ▼ -8  |
| 2010      | 334 053     | 5,60%     | ▼ -0,24  | 19            | ▼ -3  |
| 2014      | 356 331     | 5,7 %     | ▲ +0,1   | 21            | ▲ +2  |
| 2018      | 495 997     | 7,9%      | ▲ +2,2   | 28            | ▲ +7  |
| 2022      | 434 410     | 6,74%     | ▼ -1,16  | 24            | ▼ -4  |

### Evropské volby
| Rok voleb | Počet hlasů | Hlasy v % | + / -   | Počet mandátů | + / - |
| --------- | ----------- | --------- | ------- | ------------- | ----- |
| 1995      | 346 764     | 12,9%     | -       | 3             | -     |
| 1999      | 400 073     | 15,8%     | ▲ +2,9  | 3             | ▬ ± 0 |
| 2004      | 321 344     | 12,7%     | ▼ −3,4  | 2             | ▼ −1  |
| 2009      | 179 222     | 5,6%      | ▼ −7,14 | 1             | ▼ −1  |
| 2014      | 234 272     | 6,3%      | ▲ +0,7  | 1             | ▬ ± 0 |
| 2019      | 282 300     | 6,8%      | ▲ +0,5  | 1             | ▬ ± 0 |

## Historie volebních výsledků

### Parlamentní volby 1973 - 1976

1973
1976
1979
1982
1985
1988
1991
1994
1998
2002
2006